# Knoxville Girls
I Knoxville Girls sono stati un supergruppo noise rock/punk blues newyorkese dalla vita abbastanza breve (1999-2001).

## Formazione
- Bob Bert (Sonic Youth, Pussy Galore, Bewitched): batteria
- Jerry Teel (Honeymoon Killers, Chrome Cranks, Boss Hog, Little Porkchop): voce e chitarra
- Kid Congo Powers (The Gun Club, The Cramps, Nick Cave and the Bad Seeds, Congo Norvell): voce e chitarra
- Jack Martin (Little Porkchop, Blackstrap Molasses Family, Congo Norvell): chitarra
- Barry London (Stab City): organo

## Discografia
- Knoxville Girls (1999)
- In The Woodshed Live (2000)
- Paper Suit (2001)